# Томпкинсвилл
То́мпкинсви́лл (англ. Tompkinsville) — район на северо-востоке боро Статен-Айленд, Нью-Йорк. На севере Томпкинсвилл ограничен районами Нью-Брайтон и Сент-Джордж, на юге — районами Силвер-Лейк и Стэплтон. С востока Томпкинсвилл омывается бухтой Аппер-Нью-Йорк-Бей.

## История
На месте Томпкинсвилла располагалась старейшая из деревень на восточной оконечности Статен-Айленда. В ней поселенцы пополняли запасы пресной воды. В прежние годы деревня так и называлась: Уотеринг-Плейс (англ. Watering Place; дословно — «место для набора воды»). После принятия в 1799 году указа о карантине в месте, где ныне расположен квартал, была выстроен госпиталь. Сюда на осмотр направлялись новоприбывшие иммигранты, которые имели внешние проявления болезней. В 1815 году по указанию губернатора штата Нью-Йорк Дэниела Томпкинса близ деревни были построены доки. Там же было основано новое поселение. В 1817 году отсюда до Нью-Йорка начал ходить паром. В честь своих детей Томпкинс назвал в этом поселении несколько улиц: Ариетта-стрит (ныне Виктори-бульвар), Гриффин-, Минторн-, Сара-Энн- и Ханна-стрит. В начале XIX века в Томпкинсвилле квартировались подразделения береговой охраны США.

## Население

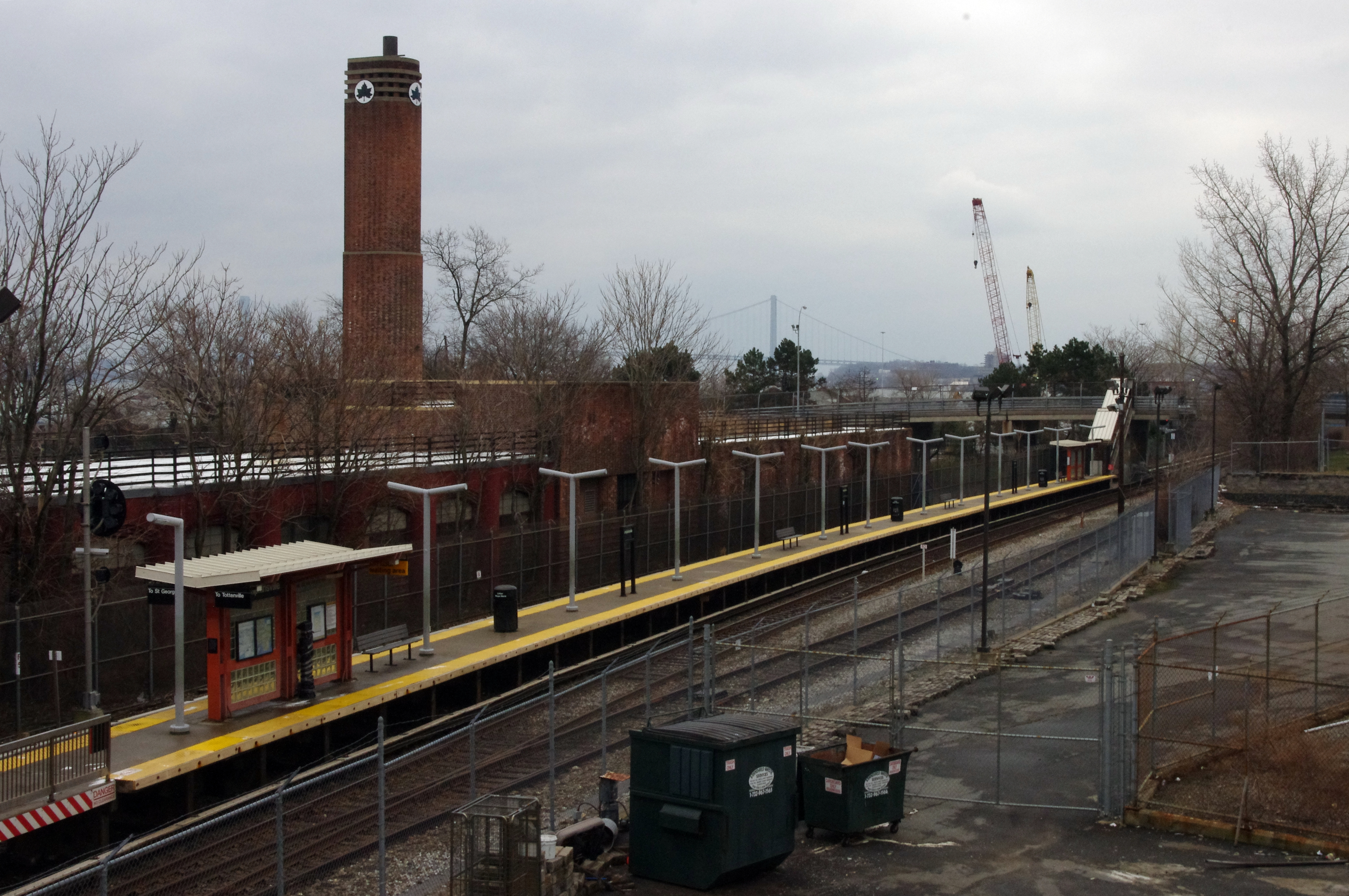
Железнодорожная станция Томпкинсвилла

По данным на 2013 год, численность населения района составляла около 14,5 тысяч жителей. Средняя плотность населения составляла около 4500 чел./км². Средний доход на домашнее хозяйство был несколько ниже среднего показателя по городу: $54 968. По данным на 2008 год значительная часть населения Томпкинсвилла была представлена итальянцами, латино- и афроамериканцами.

## Достопримечательности
В районе расположен одноимённый парк. В нём возведены мемориалы, посвящённые героям Первой мировой войны, а также губернатору Томпкинсу и поселению Уотеринг-Плейс.

## Общественный транспорт
По состоянию на май 2015 года в районе действовали автобусные маршруты S51, S52, S74, S76, S78, S81, S84 и S86. Также в Томпкинсвилле расположена одноимённая станция железной дороги Статен-Айленда.